# 発安インターチェンジ
発安インターチェンジ（パランインターチェンジ）は大韓民国京畿道華城市にある西海岸高速道路のインターチェンジである。

## 歴史
- 1996年12月17日 - 開設[2]

## 隣
西海岸高速道路
(28) 西平沢JCT - (29) 発安IC - 華城SA